# Haïti aux Jeux olympiques de 1900
Haïti participe aux Jeux olympiques d'été de 1900 à Paris, en France.

## Escrime
Deux escrimeurs représentent le pays à ces jeux. Ce n'est pas avant 1924 qu'Haïti envoie une délégation aux Olympiques.
| Athlète          | Événement           | Tour 1                 | Quart de finale       | Demi-finale           | Final                 |
| ---------------- | ------------------- | ---------------------- | --------------------- | --------------------- | --------------------- |
| André Corvington | Fleuret hommes (en) | non retenu par le jury | ne s'est pas qualifié | ne s'est pas qualifié | ne s'est pas qualifié |
| Léon Thiércelin  | Fleuret hommes (en) | non retenu par le jury | ne s'est pas qualifié | ne s'est pas qualifié | ne s'est pas qualifié |
| Léon Thiércelin  | Épée hommes (en)    | inconnu                | ne s'est pas qualifié | ne s'est pas qualifié | ne s'est pas qualifié |